# 维瓦里奥站
维瓦里奥站是法国的一个铁路车站，位于法国科西嘉城市维瓦里奥。该站位于科西嘉岛上，不与法国本土的铁路网连接。

## 位置
维瓦里奥站位于巴斯蒂亚－阿雅克肖铁路95.917公里处。

## 停靠线路
以下列车线路在维瓦里奥站停靠：
| 维瓦里奥站列车线路表 |              |        |            |              |
| 线路                 | 车种         | 上一站 | 下一站     | 大致运行频率 |
| 巴斯蒂亚—阿雅克肖    | Grande Ligne | 韦纳科 | 萨瓦焦营地 | 每天3~6趟    |
| 1. 2.                |              |        |            |              |

## 配套交通

### 城际客运
维瓦里奥站附近暂无城市固定的城际客运线路。

### 市内交通
维瓦里奥站附近暂无城市公共交通线路。

### 社会车辆
维瓦里奥站门口设有少量停车位。

## 临近车站
| 维瓦里奥站（Gare de Vivario） |                        |                      |
| 上行车站                      | 线路                   | 下行车站             |
| 韦纳科站 10.8km ←             | 巴斯蒂亚－阿雅克肖铁路 | 萨瓦焦营地站 → 5.2km |